# Hemizonia
Hemizonia es un género de plantas con flores perteneciente a la familia  Asteraceae. El género Hemizonia está siendo revisado, algunas especies pueden ser segregadas a un nuevo género. Son nativos de EE. UU. especialmente de California.
Hemizonia es aromática con flores amarillas anuales, es una planta muy competitiva en el clima seco Mediterráneo de California. 

## Especies
- Hemizonia arida
- Hemizonia clementina
- Hemizonia congesta
- Hemizonia conjugens
- Hemizonia fitchii
- Hemizonia floribunda
- Hemizonia kelloggii
- Hemizonia lobbii
- Hemizonia minthornii
- Hemizonia paniculata
- Hemizonia pungens